# RememberUs.org
RememberUs.org — громадська благодійна і волонтерська організація, на меті у якої є запобігання випадків геноциду у світі, а також збереження пам’яті про жертв Шоа та Праведників народів світу.
Головний офіс знаходиться у США.
Організація впроваджує та підтримує освітні програми з вивчення Голокосту та інших геноцидив в США, проводить мітинги пам'яті в Америці та Україні. Волонтери організації проводять освітні заходи, одноденні шкільні екскурсії у меморіальні місця Східної Європи (зокрема України), а також, садять дерева пам'яті.
RememberUs.org  підтримує наукові дослідження, пов'язані з вивченням Голокосту; фінансує створення музеїв в школах, переклади знайдених документів різними мовами та їх оцифровування.
З початком повномасштабної війни в Україні RememberUs.org почали надавати гуманітарну допомогу та на час війни зробили цей напрям роботи пріоритетним.

## Місія і цілі
Організація освічує молодь про руйнівні наслідки геноциду, вчить вшановувати пам'ять жертв Голокосту і шукає шляхи до мирного співіснування та крос-культурних взаємодій між народами.
На час активної фази війни, з 24 лютого 2022 року, цілі та завдання включають гуманітарну допомогу населенню в зоні бойових дій або на звільнених територіях.

## Діяльність

### Освітні програми
RememberUs.org  проводить серію освітніх проєктів в США і в Україні. Проєкти включають: шкільні екскурсії, фото- та художні виставки, безкоштовні публічні лекції і конференції.
Також організація сприяє відкриттю музеїв ІІ-ї Світової війни та Голокосту у навчальних закладах України. Було відкрито музеї у Кременчуцькому вищому професійному училищі № 7, у Засульському ліцеї Лубенського району та в школі № 5 міста Миргород на Потавщині; в одній із шкіл міста Липовець на Вінниччині; і в школі міста Фастів на Київщині.
Ще до повномасштабної війни в Україні організація ініціювала реорганізацію та розширення існуючого музею в місті Кременчук, роботи тривають попри війну.
Окрім стаціонарних музеїв організація займається створенням віртуальних музеїв, якими може послуговуватися кожен бажаючий, зокрема: Музей Голокосту м. Кременчук, Музей Голокосту м. Біла Церква, Музей Голокосту м. Липовець, Музей Голокосту м. Миргород.

### Меморіальні програми
RememberUs.org  прагне підтримувати пам'ять про трагічні події, які відбувалися на теренах України та Східної Європи, де євреїв не переміщали в табори — їх знищували на місці.
Організація сприяє ідентифікації та позначенню місць масових поховань, встановленню знаків над цими могилами, визначенню імен жертв Голокосту.

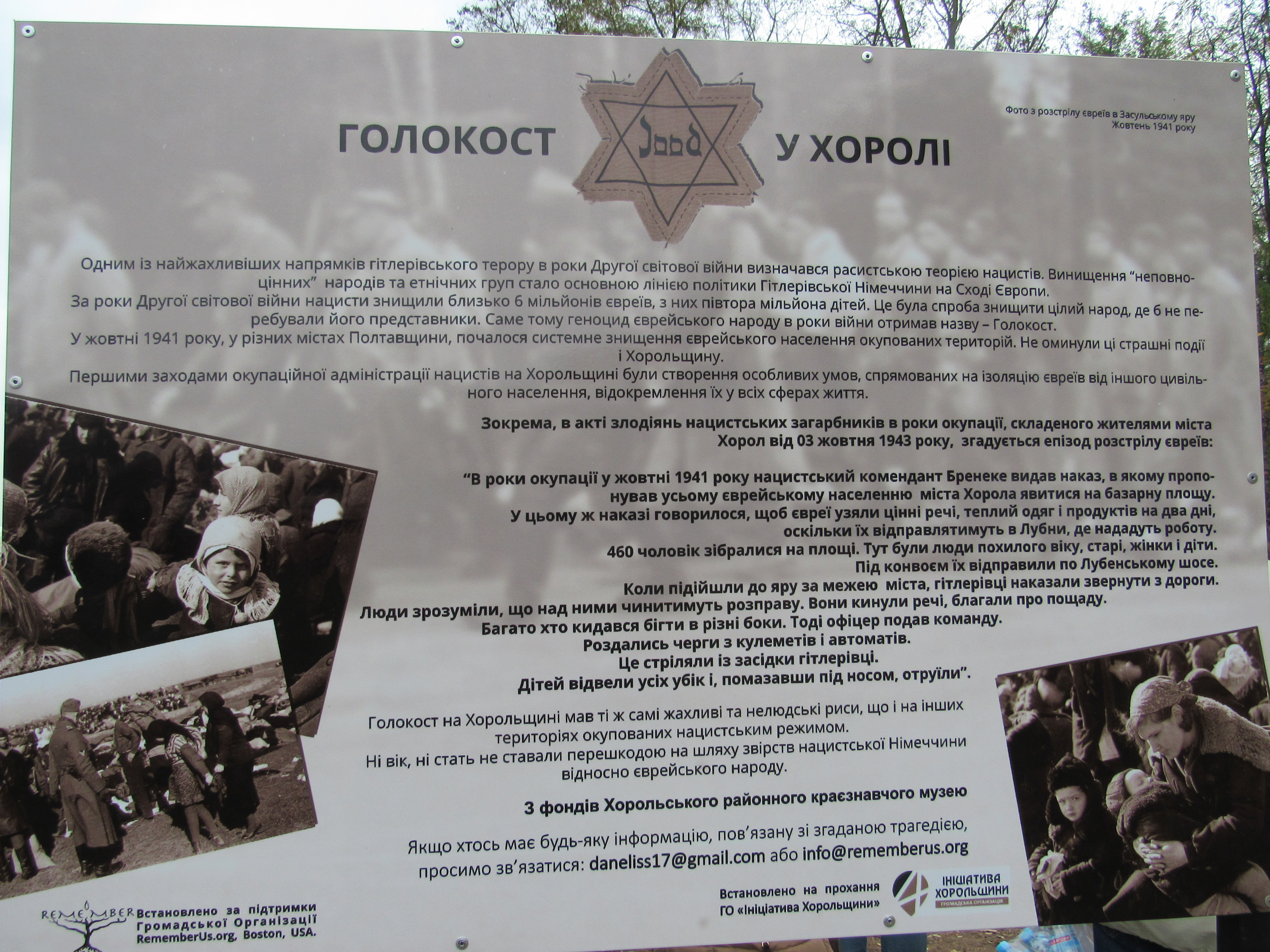
інформаційний стенд біля братської могили в урочищі „Козачий Яр” (Хорол, Полтавська область)

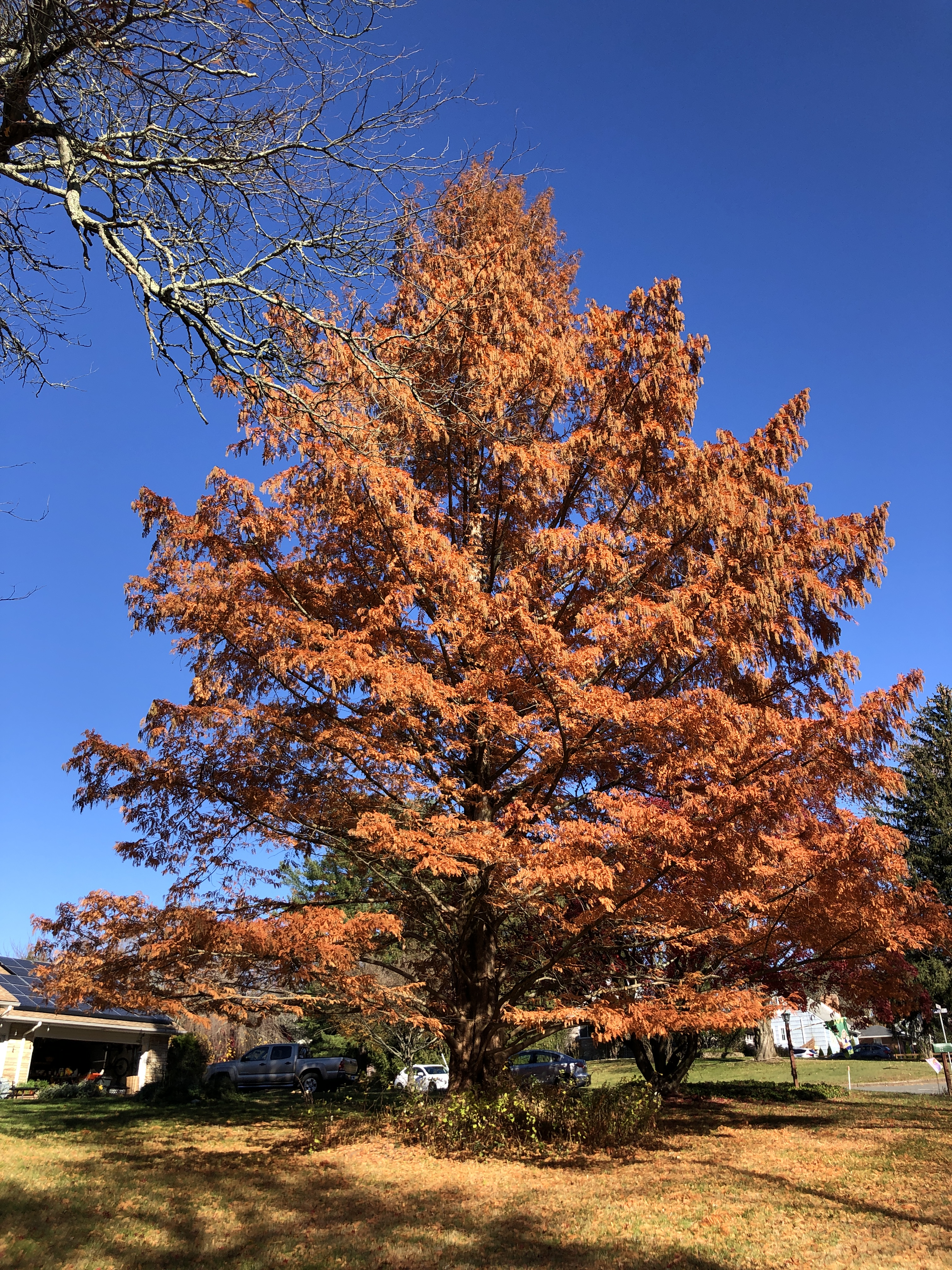
Метасеквоя восени

Також, на місцях вбивств в Україні організація висаджує дерева Метасеквої («Dawn Redwood»).
Мета організації — посадити якомога більше дерев, позначаючи могили в місцях масових вбивств. Метасеквойя — незвичайне дерево, це одне з найстаріших рослин, що збереглися на Землі. Висадка цих дерев в місцях масових вбивств, створює практично вічний символ пам'яті про ці місця, так як тривалість життя цих дерев більше тисячі років, вони можуть пережити пожежу, та й в цілому їх історія має багато паралелей з історією єврейського народу.
Серед іншого, у 2021 році, організація займалася перекладом 43 листів, які були написані на їдиш українськими євреями у 1941 році. Листи так і не дійшли до адресатів і довгий час ніхто не міг з’ясувати їх зміст. RememberUs.org  організувала роботу міжнародної команди волонтерів-перекладачів. Робота команди ускладнювалася тим, що в світі залишилося не так багато спеціалістів, які розмовляли б на їдиш, до того ж листи написані в 1941 році не завжди розбірливі, містять граматичні помилки і специфічні слова. Зрештою команда перекладачів, які знають їдиш, англійську, українську та російську мови, впоралась із завданням. 9 вересня 2021 року Президент України Володимир Зеленський в ході офіційного візиту подарував 43 листи Меморіальному музею Голокосту в Вашингтоні.

### Діяльність під час війни в Україні

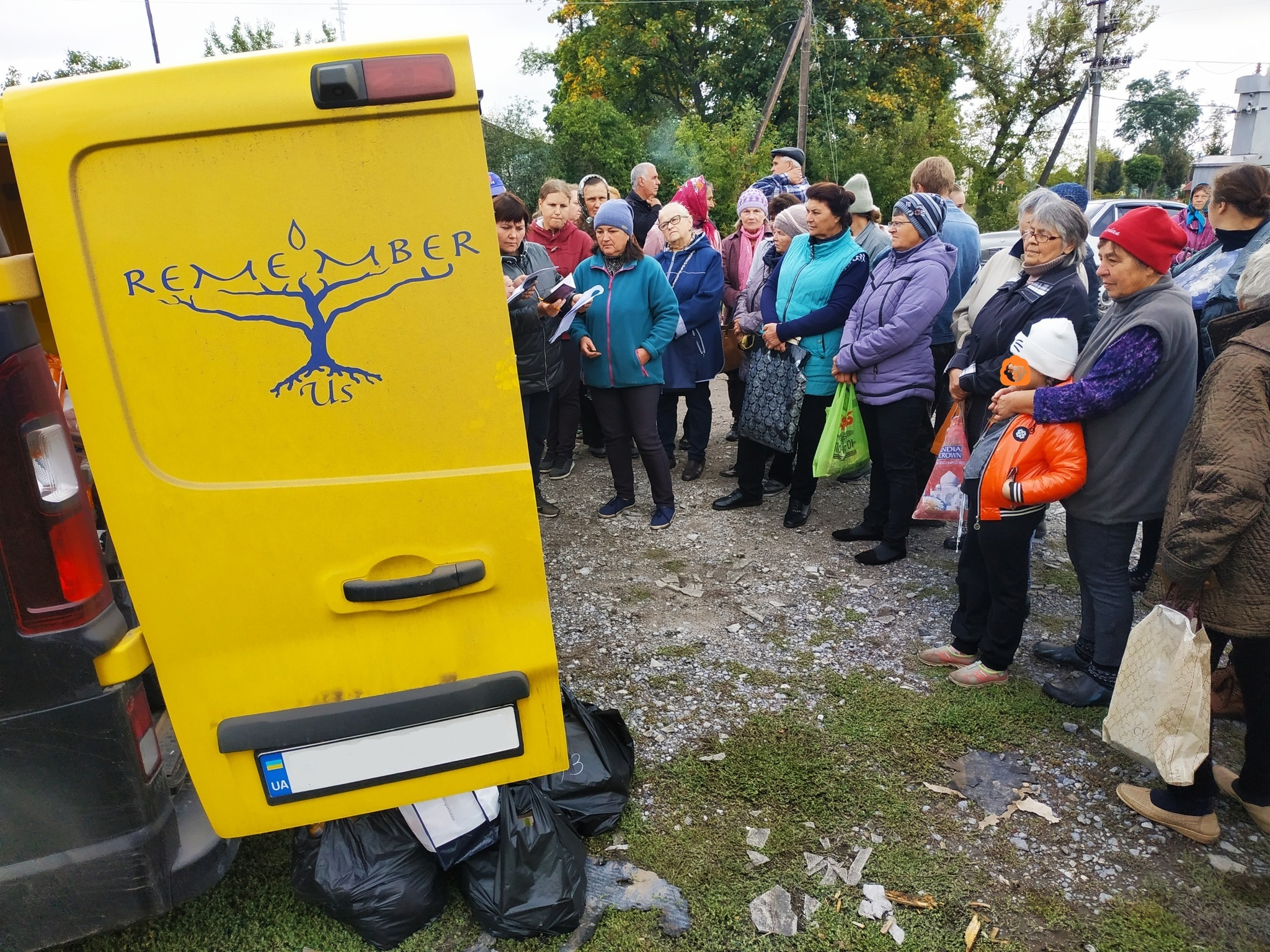
Роздача гуманітарної допомоги від фонду RememberUs.org

З 24 лютого 2022 року RememberUs.org на певний час змінила акценти у своїй роботі, спрямувавши максимум зусиль на допомогу населенню України під час війни. З часу повномасштабного вторгнення було реалізовано чимало проєктів, зокрема: проєкт фінансової допомоги малозабезпеченим та багатодітним родинам, фінансової допомоги дітям з інвалідністю, гуманітарної допомоги у вигляді продуктів харчування та засобів гігієни цивільному населенню постраждалих регіонів України та ВПО.
Волонтери зі США активно збирають кошти, теплі речі, свічки, ковдри, ліхтарики, засоби гігієни та передають все в Україну. Волонтери в Україні займаються закупкою, формуванням та відправкою гуманітарних пакетів на місця видачі.
Також організація надає допомогу у вигляді ліків, печей „буржуйок“, одягу тощо. Підтримує дитячі будинки і дитячі дома сімейного типу, допомагає літнім людям.
Ситуація в Україні динамично змінюється і RememberUs.org намагається реагувати на ці зміни, прагнучи надавати дійсно необхідну допомогу та підтримку, тому і програми фонду теж постійно змінюються.